# Thomas McAvoy, Baron McAvoy

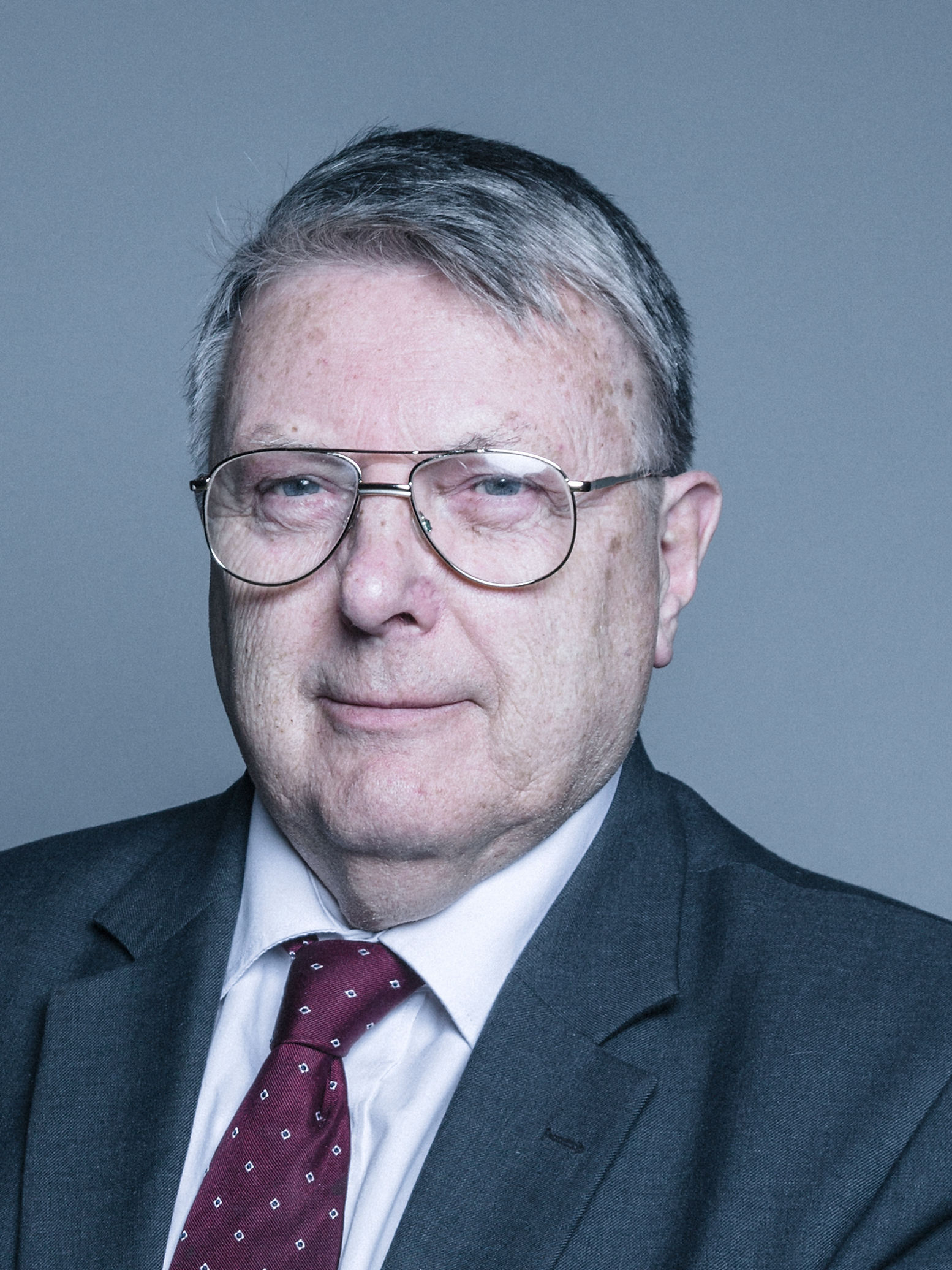
Thomas McAvoy, Baron McAvoy

Thomas „Tommy“ McLaughlin McAvoy, Baron McAvoy (* 14. Dezember 1943 in Rutherglen; † 8. März 2024) war ein britischer Politiker (Labour und Co-operative Party). Er war von 2005 bis 2010 Abgeordneter des House of Commons für den Wahlkreis Rutherglen and Hamilton West. Von 2008 bis 2010 war er Stellvertretender Parlamentarischer Geschäftsführer (Deputy Chief Whip) der Regierung sowie Treasurer of the Household.

## Leben und Karriere
McAvoy wurde als Sohn eines Stahlarbeiters geboren. Er besuchte eine katholische Secondary School. Er arbeitete als Lagerist und Staplerfahrer in den Hoover-Werken in Cambuslang und war Gewerkschaftsvertreter (Shop Steward) für die Amalgamated Engineering Union. Infolge des Zusammenschlusses mehrerer Gewerkschaften war er Mitglied der Gewerkschaft Unite the Union (Amicus Section).
Von 1980 bis 1982 war er Vorsitzender (Chair) des Gemeinderats (Community Council) von Rutherglen. 1982 wurde er in den Regionalrat (Regional Council) von Strathclyde gewählt und war dort Mitglied, bis er 1987 als Labour Co-operative–Kandidat für den Wahlkreis Glasgow Rutherglen ins House of Commons gewählt wurde. Von 1987 bis 2010 vertrat er dort den Wahlkreis Rutherglen and Hamilton West. Er war von 1990 bis 1993 und von 1996 bis 1997 Whip der Opposition. Dem Guardian zufolge führte er „seine persönlichen Kreuzzüge für Frieden in Nordirland und gegen Abtreibung“ (so Andrew Roth, in: The Guardian). Als die Labour Party 1997 an die Regierung kam, wurde McAvoy zum Comptroller of Her Majesty's Household ernannt. Dieses Amt hatte er bis 2008 inne und war damit einer der am längsten amtierenden Comptroller. 2003 wurde er Mitglied des Privy Council. Im Oktober 2008 wurde er zum Treasurer of the Household befördert und wurde außerdem Stellvertretender Parlamentarischer Geschäftsführer (Deputy Chief Whip).
McAvoy war einer der wenigen Whips, dem es gelang, trotz seiner Stellung Sympathien bei den Labour-Abgeordneten zu genießen. Ein frühzeitiger Antrag (early day motion) im House of Commons vom Juli 2006 stellte die „schwierige Aufgabe fest, die er hatte, die Regierungsgeschäfte zu sichern und gleichzeitig den parlamentarischen, politischen und persönlichen Bedürfnissen von 352 Labour-Kollegen gerecht zu werden“ („the difficult task he has of securing government business whilst accommodating the parliamentary, political and personal requirements of 352 Labour colleagues“) und gratulierte ihm für „den Respekt, den er sich von allen Seiten des Hauses für seine Fähigkeit, diese Pflichten zu erfüllen, verdient hatte“ („the respect he has earned from all sides of the House for his ability to perform these duties“). Dieser wurde von 135 Abgeordneten unterschrieben.
Am 20. Februar 2010 kündigte er an, bei der nächsten Wahl nicht mehr anzutreten. In seinem Wahlkreis wurde bei der Unterhauswahl 2010 der Labour-Politiker Tom Greatrex gewählt.
Am 22. Juni 2010 wurde McAvoy zum Life Peer als Baron McAvoy, of Rutherglen in Lanarkshire, erhoben und wurde am gleichen Tag offiziell ins House of Lords eingeführt.
McAvoy war verheiratet, er und seine Frau Eleanor hatten vier Söhne. Er starb im März 2024 im Alter von 80 Jahren.